# Barriada Araceli (Almería)
La Barriada Araceli, también conocido como Colonia Araceli, Barrio Araceli o simplemente Araceli es un barrio perteneciente a la ciudad de Almería. Está limitado por la Calle Iniesta al este, la calle Virgen de las Angustias al sur, la calle Sierra de Gredos al oeste y la calle sierra de Serón al norte.    

## Historia
El Barrio Araceli comenzó a edificarse en la década de 1940 por obras del Obispado de Almería. Por ello, en los años cincuenta era conocido como el Barrio del Obispo.Debido a su situación sobre una zona de cerros, sus calles son estrechas y con pendientes, siendo en la década de 1970, el barrio con más casas-cueva de Almería. a partir de esa época, con el desarrollismo se construyeron numerosos bloques de edificios, y a finales del siglo XX, dúplex en la parte norte. A partir del año 2009, con el desdoblamiento y construcción del bulevar de la N-340, el barrio ha sufrido un positivo cambio de imagen. En el 2019 comienzan a construirse unos huertos urbanos en el barrio de 1.014 m², cuya gestión sea correspondiente a las asociaicones vecinales, con la intención de darle un uso social, terapiacional y medio ambiental.

## Situación social y falta de servicios
Desde 1991, fecha en la que se creó el Catálogo de Barrios Vulnerables, el barrio Arceli está catalogado como de mediana vulnerabilidad. Durante la crisis de 2008 el barrio sufrió las consecuencias, donde llegó a alcanzar un 80% de paro. En el año 2018, la tasa de paro rondaba el 40%. El barrio, sufre una falta de alcantarillado adecuada a sus necesidades.

## Transportes
Por el barrio circula una línea de autobús urbano, la 7, que lo conecta con el centro y la zona de la playa. 
|                                                                                      | Surbus Ir a la base de datos      | Surbus Ir a la base de datos | Surbus Ir a la base de datos | Surbus Ir a la base de datos | Surbus Ir a la base de datos |
| Línea                                                                                | Trayecto                          | Horario 1 Laborables         | Horario 2 Sábados            | Horario 3 Festivos           | Frecuencia 1/2/3             |
| ------------------------------------------------------------------------------------ | --------------------------------- | ---------------------------- | ---------------------------- | ---------------------------- | ---------------------------- |
|                                                                                      | Piedras Redondas-Árbol de la Seda | 6:25 a 22:10                 | 6:35 a 22:30                 | 6:35 a 22:45                 | 25´/25´/ 35´                 |
| - La frecuencia y el horario se refire a: Laborables / Sábados / Domingos y festivos |                                   |                              |                              |                              |                              |

## Semana Santa
En el barrio existe una Hermandad de Semana Santa, Hermandad del Santísimo Cristo del Camino de Araceli y Nuestra Señora de la Salud, que procesiona el Sábado de Pasión, siendo la primera en inaugurar la Semana Santa en Almería. El recorrido lo hace por las calles del barrio, sin pasar por Carrera Oficial. Fundada como pre-Hermandad y procesionando desde 2006, no fue hasta 2017 cuando el Obispado de Almería la reconoció como Hermandad de pleno derecho. Los nazarenos visten túnica blanca con capa, cíngulo y antifaz burdeos. Posee un único paso, con dos tallas, El Santísimo Cristo del Camino  y Nuestra Señora de la Salud esculpida en el 2012.

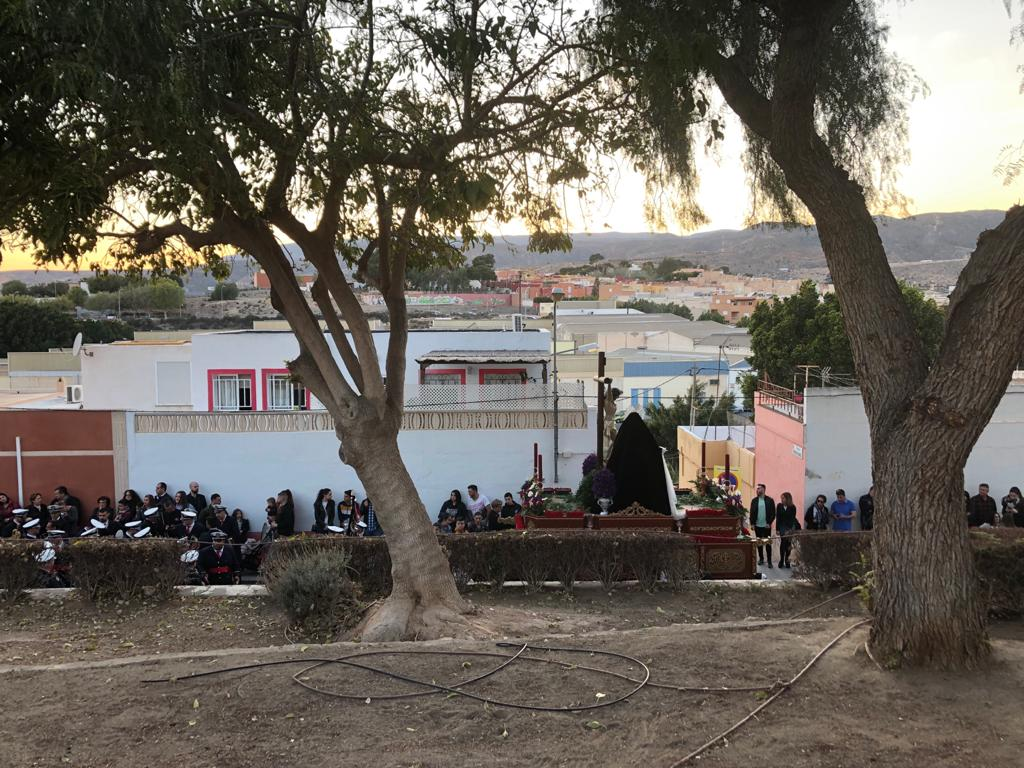
Procesión del Camino

## Lugares de interés
- Bulevar de la N-340.
- Huertos urbanos.